# Joe Friel
Joe Friel – amerykański trener sportów wytrzymałościowych, triathlonu oraz kolarstwa, znany także jako autor książki „Triatlon. Biblia treningu”. Friel jest certyfikowanym trenerem USA Triathlon oraz USA Cycling. Był założycielem i przewodniczącym USA Triathlon National Coaching Commission.
Jest założycielem firmy internetowej TrainingPeaks oraz TrainingBible Coaching. Pisał artykuły między innymi do The New York Times i Men’s Health. Jego książka „Triatlon. Biblia treningu” jest podstawą szkolenia trenerów w wielu międzynarodowych organizacjach.
Friel był trenerem m.in. olimpijczyka Ryana Boltona. Mieszka i trenuje w Sedonie w Arizonie.   